# Tommy Kelly
Tommy Kelly (* 6. April 1925 in New York City, New York; † 26. Januar 2016 in Greensboro, North Carolina) wurde als ein US-amerikanischer Kinderdarsteller bekannt.

## Leben und Karriere
Tommy Kelly wuchs als Sohn eines Feuerwehrmannes in der Bronx unter ärmlichen Verhältnissen auf und besuchte eine Klosterschule. Seine Vorfahren kamen aus Irland, Schauspieler gab es keine in seiner Familie. Im Alter von 12 Jahren erhielt er überraschend die Titelrolle in Toms Abenteuer (1938), der aufwendigen Verfilmung von Mark Twains Roman Die Abenteuer des Tom Sawyer. Der Filmproduzent David O. Selznick wählte Kelly aus angeblich 25.000 Kindern aus, die sich ebenfalls für die Rolle beworben hatten, und ließ Kelly drei Monate lang von einem Schauspiellehrer ausbilden. Zwar war Toms Abenteuer an den Kinokassen wenig erfolgreich, doch Kelly wurde für seine Darstellung von vielen Seiten gelobt.
Der Rest seiner Filmlaufbahn verlief eher im Mittelmaß. 1938 spielte Kelly noch die Hauptrolle in der weniger aufwendigen Komödie Peck's Bad Boy with the Circus unter Regie von Edward F. Cline, in welchem er an der Seite weiterer Kinderstars wie Ann Gillis und Spanky McFarland auftrat. Im Jahre 1939 hatte er einen markanten Kurzauftritt in der Selznick-Produktion Vom Winde verweht, er spielte den Jungen aus der Musikkapelle in Atlanta, der anfängt zu weinen, als die Listen mit den gefallenen Soldaten ausgegeben werden. Seine letzte Hauptrolle übernahm Kelly 1940 als junger Kadett im Film Military Academy, anschließend wurden die Rollen mit Eintritt ins Erwachsenenalter immer kleiner und unbedeutender. 1950 zog er sich nach insgesamt 19 Filmen mit einer winzigen Rolle als Sekretär in der Komödie The Magnificent Yankee aus dem Filmgeschäft zurück. Interviews zu seiner Karriere als Kinderschauspieler lehnte Kelly in späteren Jahren zumeist ab.
Nach seinem Studium sowie der Ernennung zum Doctor of Philosophy arbeitete Kelly als Highschool-Lehrer und wurde später Verwalter für die Schulen im Bezirk Orange County in Florida. Ende der 1960er-Jahre verpflichtete er sich als Administrator für die Friedenscorps in Liberia und Südafrika. Anschließend arbeitete er als Schuldirektor von internationalen Schulen in Liberia und Venezuela, ehe er in den 1980er-Jahren in die Vereinigten Staaten zurückkehrte, um eine hohe Position im US-Landwirtschaftsministerium einzunehmen. Nach seiner Pensionierung aus dem Landwirtschaftsministerium lebte er in Florida und zuletzt in North Carolina. Mit seiner Frau Sue war er mehr als 67 Jahre bis zu seinem Tod verheiratet; sie bekamen sechs Kinder sowie zahlreiche Enkelkinder und Urenkel. Er starb im Januar 2016 im Alter von 90 Jahren an Herzversagen.

## Filmografie
- 1938: Toms Abenteuer (The Adventures of Tom Sawyer)
- 1938: Peck's Bad Boy with the Circus
- 1939: Musik fürs Leben (They Shall Have Music)
- 1939: Vom Winde verweht (Gone with the Wind)
- 1940: Curtain Call
- 1940: Irene
- 1940: Military Academy
- 1940: Gallant Sons
- 1941: Nice Girl?
- 1941: Double Date
- 1941: Life Begins for Andy Hardy
- 1942: Mug Town
- 1947: The Beginning or the End
- 1947: Brennende Grenze (The Fabulous Texan)
- 1948: Schritte in der Nacht (He Walked By Night)
- 1949: Adventure in Baltimore
- 1949: Kesselschlacht (Battleground)
- 1950: The West Point Story
- 1950: The Magnificent Yankee